# تشاه محمد يزدي (مهر أباد)
تشاه محمد يزدي (بالإنجليزية: Chah-e Mohandas Quami va Hajj Mohammad Yazdi)‏ هي منطقة سكنية تقع في إيران في يزد.